# Veľké Kosihy
Veľké Kosihy és un poble i municipi d'Eslovàquia que es troba a la regió de Nitra, al sud-oest del país.

## Història
La primera menció escrita de la vila es remunta al 1268.

## Demografia
| Godina             | 1994 | 2004   | 2014   | 2024   |
| ------------------ | ---- | ------ | ------ | ------ |
| Nombre de persones | 986  | 987    | 982    | 956    |
| Diferència         |      | +0,10% | −0,50% | −2,64% |

| Godina             | 2023 | 2024   |
| ------------------ | ---- | ------ |
| Nombre de persones | 958  | 956    |
| Diferència         |      | −0,20% |